# SoftBank 940N
SoftBank 940N（ソフトバンク きゅう よん ぜろ エヌ）は、日本電気（NEC）が開発、製造したソフトバンクモバイルの第3世代携帯電話（SoftBank 3G・W-CDMA方式)端末である。またここでは兄弟機のSoftBank 001N（ソフトバンク ぜろ　ぜろ　いち エヌ）についても記述する。なお、001Nは、NECカシオモバイルコミュニケーションズが開発、製造した端末である。

## 特徴
SoftBank 930Nの後継モデル。メールの送受信サイズが300KBから2MBにアップしたほか、PCメールにも対応。さらに、SoftBank 931Nが対応していたケータイWi-Fiにも対応、NECの薄型端末では初めての無線LAN搭載となった。デザインもテンキーがNTTドコモのN-08Aにより近いものになるなど若干変更されている。
001Nは「いつものメール」などのメール機能が充実したほか、他メーカーの機種同様メインメニューを呼び出すボタンがセンターキーに変更された。また、シートキーを採用している。